# Astomaspis arealis
Astomaspis arealis là một loài tò vò trong họ Ichneumonidae.